# Goodenia armstrongiana
Goodenia armstrongiana är en tvåhjärtbladig växtart som beskrevs av De Vriese. Goodenia armstrongiana ingår i släktet Goodenia och familjen Goodeniaceae. Inga underarter finns listade i Catalogue of Life.